# نزع السحر عن العالم
نزع السحر عن العالم ظاهرة ومفهوم في العلوم الإجتماعية طوره ماكس فيبر بعد أن استلفه من الشاعر الألماني فريدريش شيلر، ليشير به إلى طبيعة مجتمع الحداثة، المعلمن حيث أن نزع السحر عن العالم هو أحد أبرز مظاهر الحداثة بالإضافة إلى المحددات الأخرى مثل البروقراطية، الفردانية، الديمقراطية..الخ، نزع السحر عن العالم إشارة لتصور الإنسان الحديث للعالم المؤسس على النظرة العلمية وللمجتمع المؤسس على النظرة العلمية لا الدينية، حيث لم تعد الأرض مركز العالم ولا الإنسان مخلوق على هيئة الإله ولا المجتمع محكوم بخطة إلهية مسبقة، وحيث يتوجه كل حراك اجتماعي نحو أهداف عقلانية، خلافا للمجتمعات التقليدية حيث يقول فيبر أن العالم لا يزال بالنسبة لها حديقة كبرى مسكونة بالأرواح.لظاهرة نزع السحر عن العالم بحسب فيبر جانب إيجابي يتمثل في كونه مخرج من عالم اللامعقول، وسلبي كون يمثل قطيعة مع تناسق وهارمونية الماضي 

نزع السحر عن العالم يعني العقلنة الثقافية وهجر النظرة الصوفية للمجتمع والعالم التي ظلت سائدة في العصور القديمة، وكذلك فقدان الرموز والأساطير الدينية لقيمتها الرمزية، تسبب هذا الفقدان للرموز بحسب المفكر الإيراني داريوش شايغان في ما يعرف بخيبة الأمل والفراغ الروحي، وأن الفن الحديث خاصة الرواية يأخذ على عاتقه مسؤولية سد هذا الفراغ الناشئ عن نزع السحر والرموز عن العالم، يقول شايغان: " أعتقد أن ما نسميه في يومنا هذا”ما بعد الحداثة“هو بالضبط اللحظة التي أصبحت الحداثة فيها إيجازية تعيد استيعاب ودمج كل مستويات الوعي. وبما أنها تثق جدا بنفسها عند النظر إلى الوراء وإلى الأمام، فباستطاعتها ضم كل شيء"

نزع السحر عن العالم لا يعني بالضرورة أن الناس سيكفوا عن الاعتقاد في الآلهة أو وجود الأرواح الخيرة والشريرة أو تصديق الأساطير، لكنه يعني أن التفسيرات الأسطورية والدينية للعالم لم تعد مرضية وأن العلم وحده هو المصدر الموثوق لكشف أي ظاهرة غامضة على الإنسان.

## انتقادات
وبمجرد ترجمة كتاب "الأخلاق البروتستانتية وروح الرأسمالية" إلى اللغة الفرنسية، كتب اللاهوتي البروتستانتي جاك إيلول تعليقًا طويلًا أشاد فيه بأهمية الكتاب بشكل عام، لكنه أشار أيضًا إلى وجود قصور: ”أحد الجوانب المهمة التي فشل فيبر في أخذها بعين الاعتبار هو جانب إزالة القداسة. فإذا كان النشاط التقني قادراً على الإقلاع بالطريقة التي انطلق بها منذ القرن الثامن عشر فصاعداً (والتي كانت أيضاً شرطاً لتطور الرأسمالية)، فذلك لأن الإصلاح أزال القداسة عن الطبيعة. فلم يعد يُنظر إلى الطبيعة ببقايا الوثنية الأرواحية التي كانت سائدة في العصور الوسطى، ولا بالاقتناع بأنها جزء من الطبيعة الإلهية. إحدى نتائج التعالي الصارم لله هي أن الطبيعة منفصلة عنه جذريًا. لذلك لا يوجد موقف مقدس، ولا احترام مقدس يجب إبداؤه تجاه الطبيعة. الطبيعة هي نوع من المجال المسلَّم إلى الإنسان لاستغلالها. يمكن للإنسان أن يفعل ما يحلو له في هذه الطبيعة المعلمنة تمامًا. هنا أيضًا لدينا انقلاب حاسم في المفهوم الذي مهد الطريق للتطبيق الجامح للتكنولوجيا. ومن المؤسف جدًا أن فيبر لم يشرح موقف البروتستانت هذا لإكمال برهانه“.